# Nebulosa d'emissió

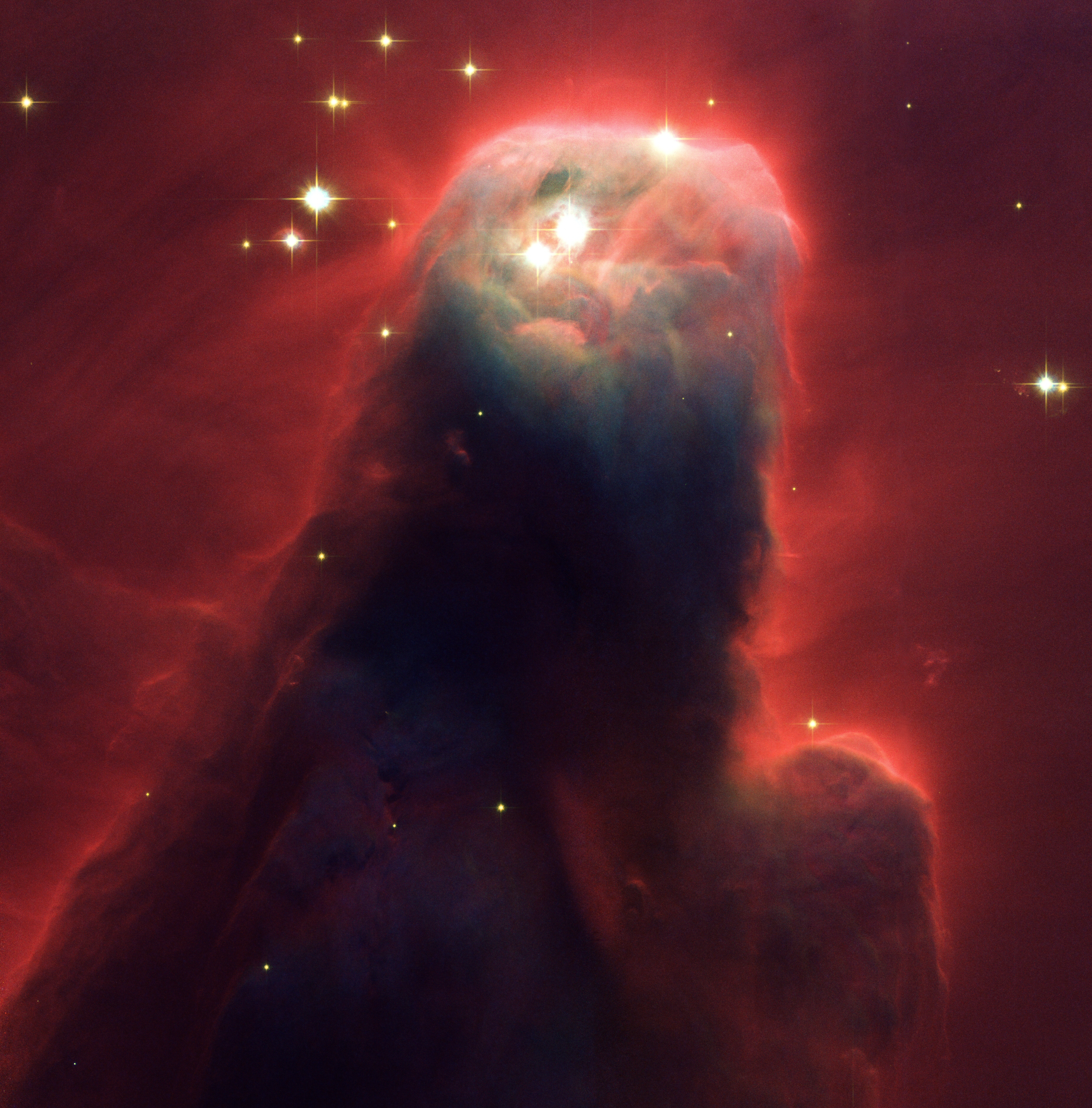
Detall de la nebulosa Con d'una imatge presa pel telescopi espacial Hubble

Una nebulosa d'emissió és un núvol de gas ionitzat, és a dir, plasma, que emet llum de diferents colors. Les fonts més comunes d'ionització són els fotons d'alta energia emesos per una estrella calenta propera. Entre altres tipus de nebuloses d'emissió, hi ha la regió HII, on s'està produint la formació estel·lar i joves estrelles massives són les fonts de fotons ionitzats; i les nebuloses planetàries, en què el cor calent d'una estrella moribunda ionitza les capes exteriors que ha expulsat.
Normalment, una estrella jove ionitzarà part del núvol on va néixer. Només les grans estrelles calentes poden despendre la quantitat d'energia necessària per a ionitzar una part significativa del núvol. Sovint, es tracta de tot un cúmul de joves estrelles.
El color de la nebulosa depèn de la seva composició química i de la quantitat d'ionització. La majoria de les nebuloses d'emissió són vermelles a causa del predomini d'hidrogen en el gas interestel·lar, i la seva relativament baixa necessitat d'energia per la ionització. Si la quantitat d'energia és més gran, altres elements poden ionitzar, fent possible nebuloses verdes i blaves. Examinant l'espectre electromagnètic de les nebuloses, els astrònoms en dedueixen el contingut químic. La majoria de les nebuloses d'emissió tenen el 90% d'hidrogen, i la resta heli, oxigen, nitrogen, i altres elements.
Algunes de les nebuloses d'emissió visibles més importants de l'hemisferi nord són: NGC 7000 i NGC 6960/6992 a la constel·lació del Cigne. Ben visibles són a l'hemisferi sud: la nebulosa de la Llacuna M8 / NGC 6523 a la constel·lació del Sagitari i la nebulosa Orió M42. Més lluny, a l'hemisferi sud, hi ha la brillant nebulosa Carina NGC 3372.
Les nebuloses d'emissió tenen sovint punts foscos resultant de núvols de pols que bloquegen la llum. La combinació de nebulosa d'emissió i núvol de pols fa que es converteixin en objectes interessants d'observar; molts d'aquests objectes porten el nom d'objectes als quals s'assemblen, com la nebulosa del Con o la NGC7000, coneguda com a nebulosa Nord-amèrica.
Algunes nebuloses estan compostes d'elements de reflexió i emissió, com el cas de la nebulosa Trífida.

## Classificació de les nebuloses d'emissió
Se solen classificar en quatre categories:

### Nebuloses difusesd'emissió o regió HII/Hα
La nebulosa d'Orió (M42), la nebulosa Omega (M17) i la nebulosa de la Llacuna (M8) i la N 180B figuren entre les nebuloses difuses visibles des de l'hemisferi nord. Sovint, s'oposen a les nebuloses de reflexió i a les nebuloses obscures, encara que moltes vegades es troben associades. Per defecte, en referir-se a la nebulosa d'emissió, se sobreentén normalment «nebulosa difusa d'emissió ». Els tres tipus següents tenen una denominació pròpia, que suposa el caràcter emissiu de la nebulosa.

### Nebuloses planetàries
Entre les més conegudes, la M27 o la M57.

### Romanents de supernova
La nebulosa del Vel i la nebulosa del Cranc.

### Nebuloses de Wolf-Rayet
Poc freqüents; entre aquestes, NGC 2359 i NGC 6888.